# Regów Stary
Regów Stary – wieś sołecka w Polsce położona w województwie mazowieckim, w powiecie kozienickim, w gminie Gniewoszów.
| SIMC    | Nazwa   | Rodzaj    |
| ------- | ------- | --------- |
| 0620317 | Kolonia | część wsi |

W latach 1975–1998 miejscowość administracyjnie należała do województwa radomskiego.
Urodził się tu Stefan Kijak — żołnierz Legionów Polskich, oficer Wojska Polskiego w II Rzeczypospolitej i Polskich Sił Zbrojnych, kawaler Orderu Virtuti Militari oraz Zbigniew Hubert Badowski – porucznik artylerii w stanie spoczynku Wojska Polskiego, ofiara zbrodni katyńskiej.
Wierni kościoła rzymskokatolickiego należą do parafii Najświętszej Maryi Panny Królowej Różańca Świętego w Wysokim Kole.